# Leonard W. Hall

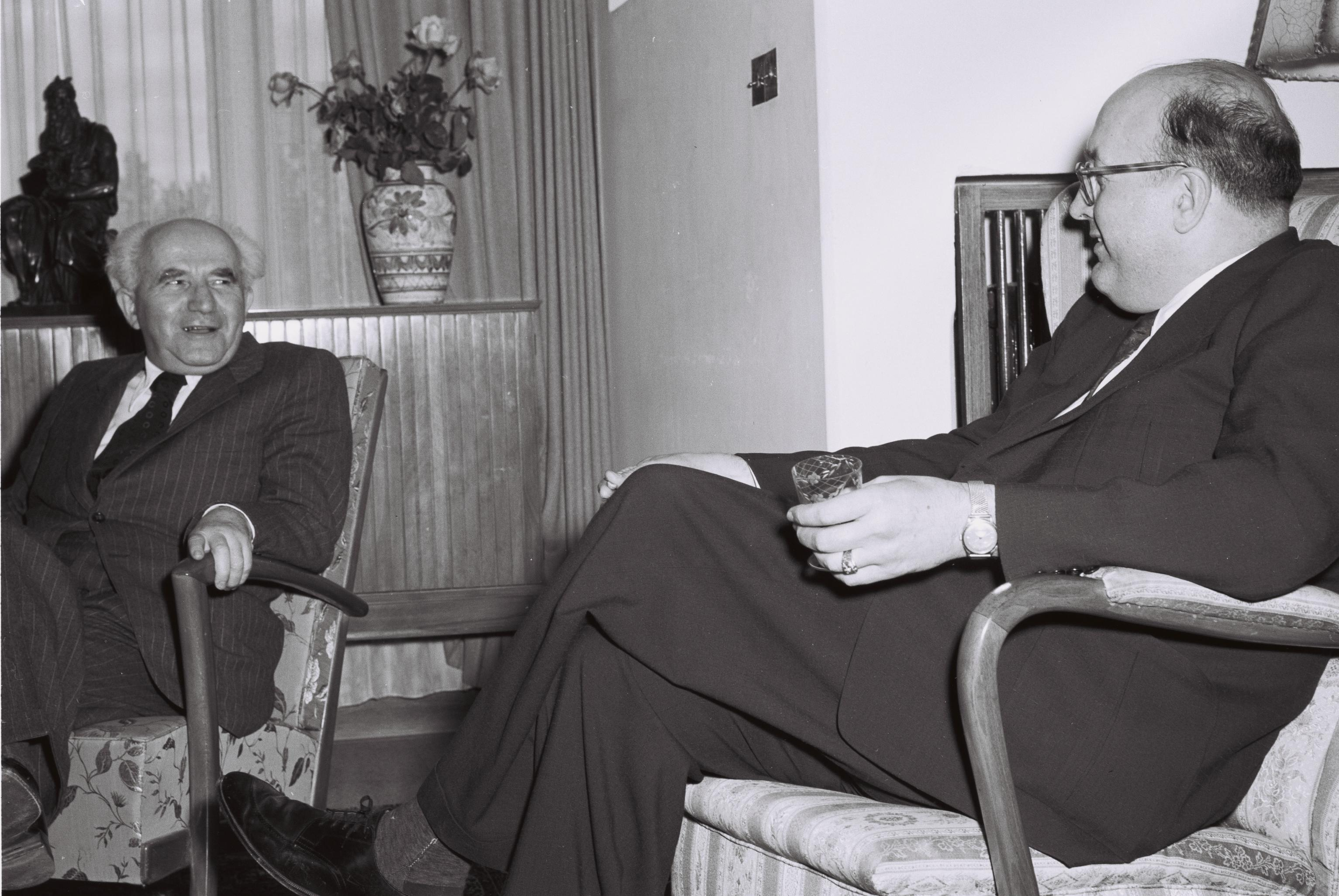
Leonard W. Hall (rechts) bei einem Besuch in Jerusalem mit Israels Staatschef David Ben Gurion (1951)

Leonard Wood Hall (* 2. Oktober 1900 in Oyster Bay, Nassau County, New York; † 2. Juni 1979 in Glen Cove, New York) war ein US-amerikanischer Politiker. Er vertrat den Staat New York im US-Repräsentantenhaus und war von 1953 bis 1957 Vorsitzender des Republican National Committee, der Parteiorganisation der Republikaner.

## Leben
Nach dem Besuch der öffentlichen Schulen machte Leonard Hall 1920 seinen Abschluss an der juristischen Fakultät der Georgetown University. Er wurde 1922 in die Anwaltskammer aufgenommen und begann daraufhin in New York City zu praktizieren. Politisch aktiv war er erstmals zwischen 1927 und 1928 als Abgeordneter zum Repräsentantenhaus von New York; von 1934 bis 1938 gehörte er erneut der State Assembly an. Zwischenzeitlich war er von 1929 bis 1931 Sheriff im Nassau County. Von 1930 bis 1958 war er Delegierter zu sämtlichen Staatsparteitagen der Republikaner; an den Republican National Conventions nahm er 1948, 1952, 1956 und 1968 teil.
1938 wurde Hall erstmals in den Kongress gewählt, wo er zunächst den 1. Wahldistrikt des Staates New York vertrat, ab 1945 dann den 2. Distrikt. Er verblieb nach mehrfacher Wiederwahl bis zum 31. Dezember 1952 im Parlament und war danach für kurze Zeit gewählter Verwaltungsbeamter (Surrogate) im Nassau County. Diesen Posten legte er nieder, um Vorsitzender des Republican National Committee zu werden. Nach vier Jahren gab er die Führung der Republikaner an Meade Alcorn weiter.
Seine letzte Aufgabe in Staatsdiensten erfüllte Hall 1958 als der persönliche Repräsentant von US-Präsident Dwight D. Eisenhower bei der Eröffnung der Weltausstellung in Brüssel. Im Anschluss arbeitete er wieder als Anwalt in Garden City und in New York, ehe er sich im Locust Valley zur Ruhe setzte.